# Groovejet (If This Ain't Love)
Groovejet (If This Ain't Love) è un singolo di Spiller pubblicato nel 2000 con l'etichetta Positiva Records che ha riscosso un grande successo in tutto il mondo. Al singolo ha partecipato come cantante la britannica Sophie Ellis-Bextor. Ha raggiunto la vetta delle classifiche di Regno Unito, Nuova Zelanda, Australia e la classifica dance irlandese. Ha raggiunto la terza posizione delle classifiche "American Hot Dance/Club Play".
La canzone è stata prodotta dal produttore italiano Cristiano Spiller nel 1999 in una versione strumentale, inclusa nell'EP Mighty Miami, costruita in gran parte sopra un campionamento della canzone Love Is You della cantante disco Carol Williams ma anche ispirandosi anche alla base della hit del 1979 Splendido Splendente scritto dalla coppia Rettore/Rego.
Nel 2000, per rendere la traccia più radiofonica, si decise di aggiungere alla base anche una voce, e fu scelta Sophie Ellis-Bextor, una cantante britannica che collaborava con la band indie Theaudience. La parte cantata è stata prodotta da Boris Dlugosch. I cori sono invece di Sarah Scott.
Nel 2022, l'etichetta discografica Defected ha rilasciato un doppio vinile che raccoglie le versioni originali insieme a nuovi remix e versioni alternative firmate da Purple Disco Machine, Riva Starr e Breakbot & Irfane e Harvey Sutherland.

## Tracce
CD-Maxi Kontor 158 335-2 / EAN 0601215833522)
1. Groovejet (If This Ain't Love) (Radio Edit) - 3:41
2. Groovejet (If This Ain't Love) (Original Version) - 6:16
3. Groovejet (If This Ain't Love) (BMR's Club Cut) - 6:57
4. Groovejet (If This Ain't Love) (Spiller's Extended Vocal Mix) - 7:26
5. Groovejet (If This Ain't Love) (Todd Terry's In House Remix) - 6:47
6. Groovejet (If This Ain't Love) (Ray Roc's Trackworks Remix Part II) - 8:10

CD-Single (Disco Matic 070004-3 / EAN 5411585370047)
1. Groovejet (If This Ain't Love) - 3:41
2. Groovejet (If This Ain't Love) (Instr.) - 3:32

## Classifiche
| Paese             | Posizione massima |
| ----------------- | ----------------- |
| Regno Unito       | 1                 |
| Australia         | 1                 |
| Irlanda           | 1                 |
| Nuova Zelanda     | 1                 |
| Norvegia          | 4                 |
| Svizzera          | 5                 |
| Finlandia         | 6                 |
| Italia            | 9                 |
| Paesi Bassi       | 13                |
| Belgio (Vallonia) | 13                |
| Belgio (Fiandre)  | 15                |
| Austria           | 16                |
| Francia           | 17                |
| Svezia            | 28                |